# François Genet
Pour les articles homonymes, voir Genet.
François Genet (né le 16 octobre 1640 à Avignon - † à Sarrians le 17 octobre 1702), ecclésiastique, était théologien et fut évêque de Vaison-la-Romaine de 1686 à 1702.

## Biographie
François Genet natif d'Avignon est issu d'une famille de juristes. Il est le fils d'Antoine, docteur en droit civil et droit canon de l'université d'Avignon et de Catherine Chailly. Son grand-père Gilles était déjà un avocat réputé. Il fait ses études de philosophie et de théologie à Avignon et devient professeur. En 1670 il soutient une thèse sur la simonie et est reçu docteur in utroque jure. En même temps il reçoit sa formation religieuse au séminaire du Puy-en-Velay. Il se fait remarquer par le cardinal Étienne Le Camus, évêque de Grenoble, lors d'une mission. Diacre puis ordonné prêtre en 1665, il est recommandé à Innocent XI par Étienne Le Camus et Girolamo Grimaldi-Cavalleroni, archevêque d'Aix-en-Provence. Il est nommé évêque en 1686 et consacré à Rome par le cardinal Alessandro Crescenzi.
Dans son diocèse il marque une hostilité affichée au royaume de France ; il brave le pouvoir royal et accueille les « Dames de l'Enfance », chassées de Toulouse. le roi Louis XIV n'hésite pas à le faire arrêter par une escouade de dragons le 29 septembre 1688. Il est d'abord détenu à Pont-Saint-Esprit puis à Nîmes enfin à l'île de Ré pendant quinze mois. Relaxé en 1690, il reste dans son diocèse. Il est à Rome pour célébrer le jubilé de 1700 mais il se noie accidentellement dans un torrent à Sarrians le 17 octobre 1702. Il est inhumé dans le couvent des Dominicains d'Avignon.
Son œuvre principale est une « Théologie morale ou résolution des cas de conscience selon l'Écriture sainte, les canons, & les saints Pères », écrite en français et publiée en 1694, approuvée par son protecteur le cardinal évêque de Grenoble, elle est ensuite condamnée par le Saint-Siège.